# Lekanesphaera sardoa
Lekanesphaera sardoa är en kräftdjursart som först beskrevs av Arcangeli 1934.  Lekanesphaera sardoa ingår i släktet Lekanesphaera och familjen klotkräftor. Inga underarter finns listade i Catalogue of Life.